# Atentado à Maratona de Boston de 2013
O atentado à Maratona de Boston de 2013 foi uma série de ataques e incidentes que começou no dia 15 de abril de 2013, quando duas bombas feitas com panelas de pressão explodiram durante a Maratona de Boston, o que causou a morte de três pessoas e feriu outras 264. As bombas explodiram com uma diferença de cerca de 12 segundos e estavam a 190 metros de distância uma da outra, perto da linha de chegada, na Boylston Street. Os irmãos chechenos Dzhokhar Tsarnaev e Tamerlan Tsarnaev foram identificados pelo FBI como os responsáveis pelo atentado (ver abaixo).

## Ataques

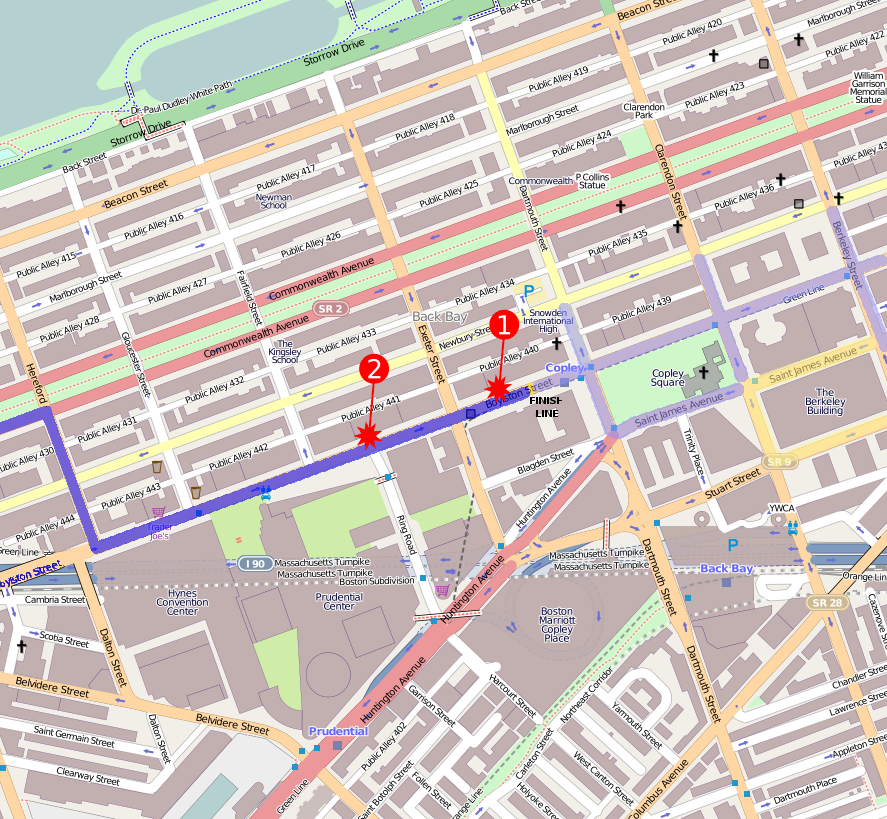
Mapa mostrando o local da primeira (direita) e segunda (esquerda) bomba.

Duas bombas explodiram à distância de cerca de 170 metros uma da outra, matando três pessoas e ferindo pelo menos outras 144. O vídeo da linha de chegada mostra um período de cerca de 12 segundos entre as duas explosões, tendo a primeira ocorrido fora da Marathon Sports no número 671 da rua Boylston, a segunda ocorreu em um quarteirão mais distante da linha de chegada. O relógio da corrida na linha de chegada estava mostrando 4h09min43seg desde a terceira onda, ou grupo, de corredores que começou a maratona no momento da primeira explosão. Os vencedores cruzaram a linha de chegada cerca de duas horas antes; outros corredores ainda estavam passando. Janelas e vitrines de lojas próximas foram explodidas e uma janela no terceiro andar da Biblioteca Pública de Boston foi danificada. Os policiais disseram acreditar que as explosões terão sido causadas por bombas caseiras, que foram embaladas com rolamentos de esferas de metal que atuaram como estilhaços destrutivos. Não houve indicações anteriores de um ataque iminente.

### Vítimas
A morte de três pessoas foi confirmada, uma das quais tinha oito anos de idade, Martin Richard, do bairro de Dorchester, em Boston.

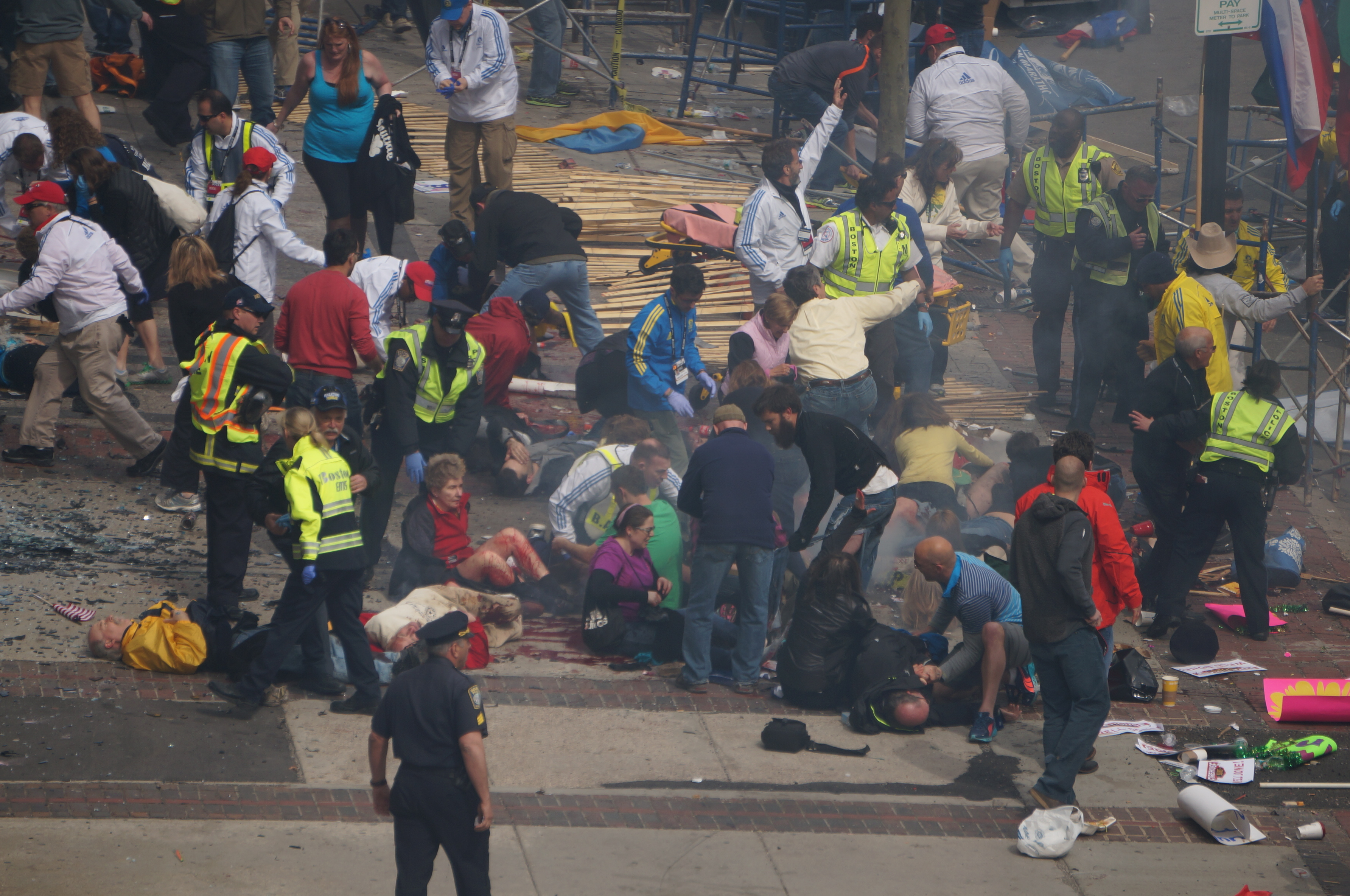
Vítimas feridas logo após a explosão.

Os hospitais locais informaram que estavam tratando várias lesões, algumas delas graves. Oito hospitais relatam que trataram ou estão tratando pelo menos 124 pessoas. Destas, pelo menos quinze estão em estado crítico. Algumas testemunhas descreveram vítimas com ferimentos de estilhaços, como rolamentos de esferas. Mais de 100 estavam sendo tratadas em várias instalações médicas. Pelo menos 10 dos feridos tiveram membros decepados.

## Resposta

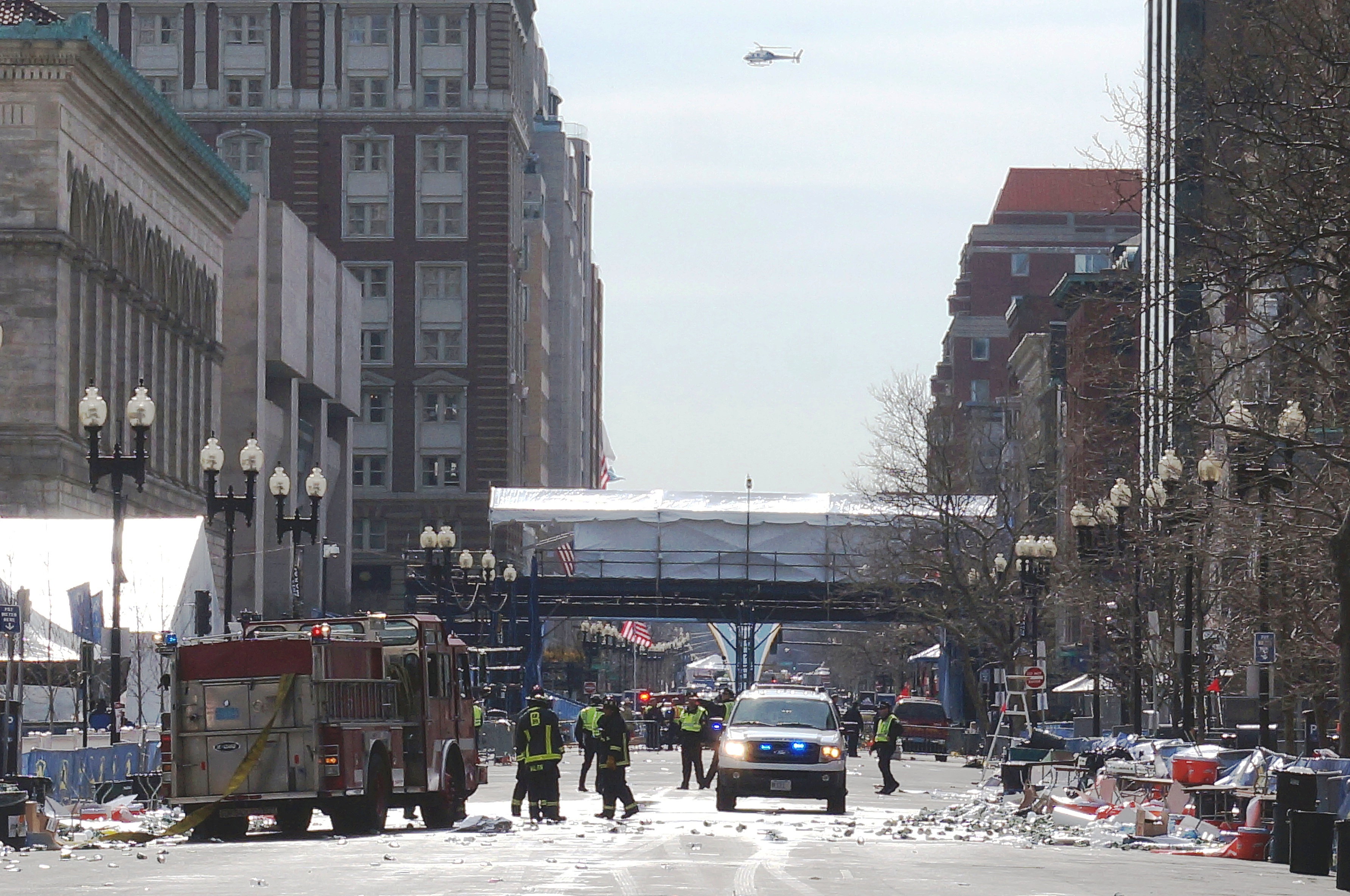
Equipes de resgate no local dos atentados.

Equipes de resgate, transeuntes e participantes do evento correram para tentar ajudar os feridos. Voos foram suspensos temporariamente no Aeroporto Internacional de Boston. Várias cidades dentro e fora de Massachusetts colocaram suas forças policiais em alerta.

### Outros dispositivos explosivos
Inúmeros pacotes ou sacos suspeitos foram descobertos. O Esquadrão da Polícia de Boston realizou uma explosão controlada de um dos pacotes no quarteirão 600 da rua Boylston.

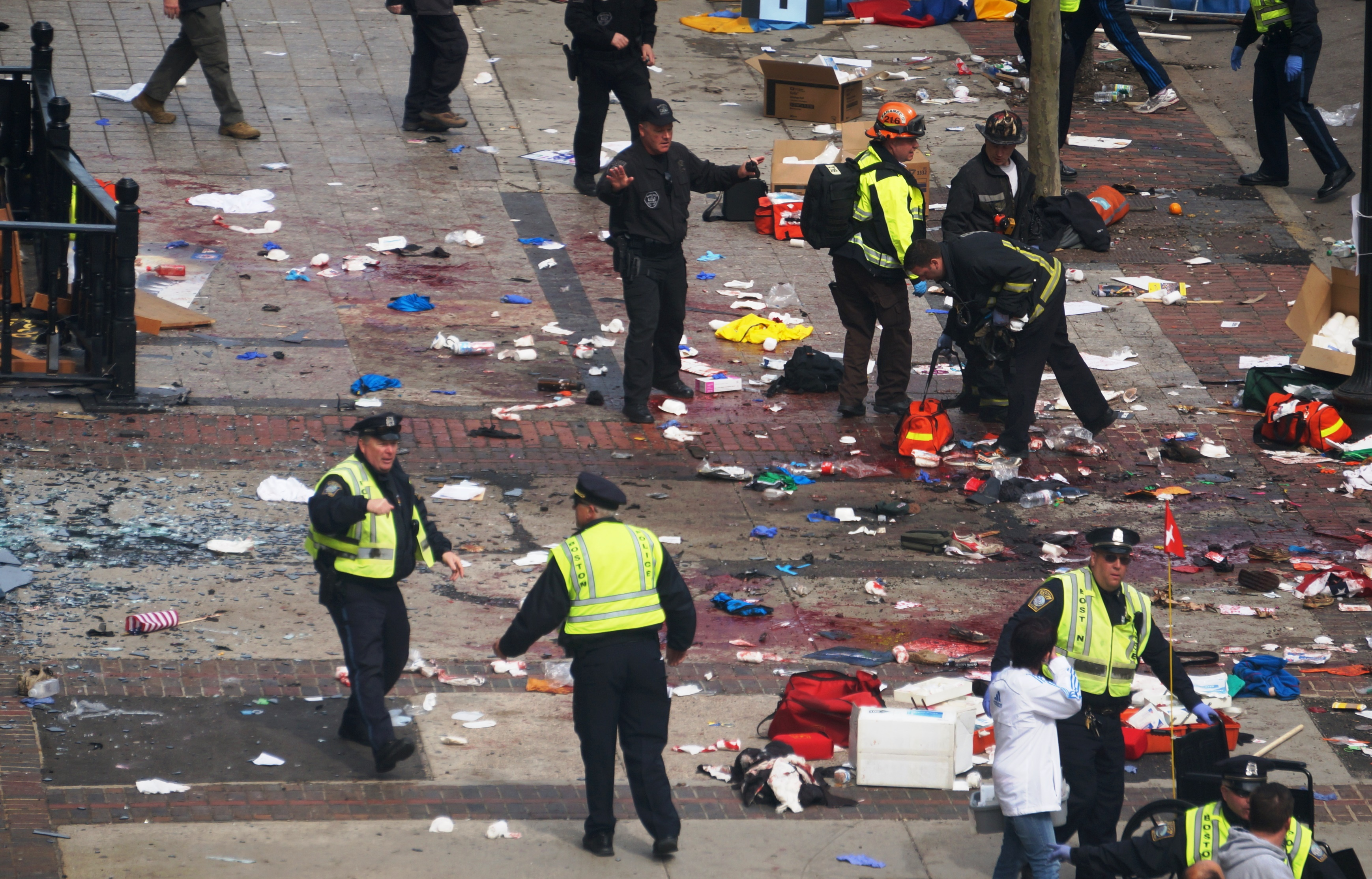
Policiais e bombeiros no local da explosão.

Segundo relatos, dois, três ou até cinco dispositivos explosivos adicionais foram descobertos na área, mas o Wall Street Journal noticiou que a polícia agora duvida que os dispositivos sejam bombas. Relatórios da NBC News dizem que alguns oficiais da polícia afirmaram que havia outras bombas, enquanto outros disseram que não.
Segundo relatou o policial de Boston Ed Davis à CNN, pelo menos um dispositivo adicional foi encontrado. Bill Keating, um democrata e membro do Comitê de Segurança Interna, disse que um dispositivo de explosivos foi encontrado em um hotel na rua Boylston, perto do local da explosão, e outro dispositivo detonado foi encontrado em um local não revelado. Dois dias após o atentado foi lançado um alerta de bomba no tribunal federal, onde se encontravam vários jornalistas, e outro no Brigham and Women's Hospital.

### Serviços de emergência
A maratona foi abruptamente interrompida. A polícia, os serviços de emergência, desviaram os corredores restantes para longe da linha de chegada, na Boston Common ou Praça Kenmore. O Hotel Lenox nas proximidades também foi evacuado. A polícia fechou uma área de 15 quarteirões em torno do local das explosões. Unidades da Guarda Nacional de Massachusetts prontamente começaram a prestar ajuda às autoridades locais. Esquadrões de bomba vasculharam a área. Muitos espectadores deixaram mochilas e outras sacolas caírem enquanto fugiam, exigindo que cada um deles fossem tratados como uma bomba em potencial. O comissário de polícia, Ed Davis, recomendou que as pessoas ficassem em casa.
Como medida de precaução, a Administração Federal de Aviação (FAA) restringiu o espaço aéreo sobre a cidade de Boston e fechou o Aeroporto Internacional de Boston. Alguns dos serviços da Autoridade de Transportes da Baía de Boston foram interrompidos.

## Reação

### Doméstica
O presidente Barack Obama falou à nação três horas após o ataque. Ele disse que, embora o autor do crime(s) ainda seja desconhecido, o governo iria "chegar ao fundo disto" e que os responsáveis "vão sentir todo o peso da justiça".
O Papa Francisco chamou o atentado de violência covarde contra famílias inocentes. O presidente da Câmara dos Representantes dos Estados Unidos, John Boehner, ordenou que as bandeiras do Capitólio fossem hasteadas a meio-mastro pelas vítimas do ataque.

### Internacional
Os organizadores da próxima Maratona de Londres revisaram a sua organização de segurança, apesar de não haver ameaças específicas contra o evento. Medidas de segurança foram reforçadas em todo o mundo em resposta às explosões em Boston. O consulado canadense em Boston, localizado a cerca de 250 metros da linha de chegada da Maratona de Boston, foi fechado e todas as chamadas foram redirecionadas para o Departamento de Assuntos Estrangeiros, em Ottawa.
Em nota, o governo de Portugal disse que "manifesta o seu profundo pesar às vítimas e às suas famílias nesta hora de inesperado sofrimento". A presidente do Brasil, Dilma Rousseff lamentou o atentado ocorrido e manifestou seu repúdio ao que ela definiu como "ato insano de violência" e expressou sua "solidariedade, em nome de todos os brasileiros, às vítimas e suas famílias".

## Responsabilidade

### Investigação
O Federal Bureau of Investigation (FBI) ficou responsável pelas investigações sobre o atentado. Nos locais das explosões, peritos divulgaram fotos de um dispositivo elétrico que poderia ter sido utilizado como ativador da bomba e uma bolsa de nylon que foi utilizada para carregar a panela de pressão cheia de pólvora, pregos e pedaços de metal. O FBI também analisou provas como estilhaços de metal retirados das pernas de vítimas.

### Caçada humana

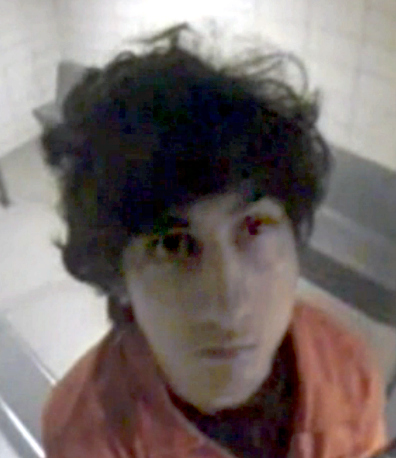
Dzhokhar Tsarnaev na prisão em 10 de julho de 2013.

Em 18 de abril, o FBI divulgou fotografias e um vídeo de vigilância de dois suspeitos. Eles foram identificados mais tarde, naquele mesmo dia, como os irmãos chechenos Dzhokhar Tsarnaev e Tamerlan Tsarnaev. Pouco depois da liberação das imagens, os suspeitos mataram um dos guardas do Massachusetts Institute of Technology (MIT), roubaram um SUV e iniciaram uma troca de tiros com a polícia em Watertown, Massachusetts, um subúrbio de Boston. Durante o tiroteio, um policial foi ferido, mas sobreviveu, apesar de ter perdido muito sangue. Tamerlan Tsarnaev foi baleado várias vezes no tiroteio e seu irmão, posteriormente, o atropelou com o SUV roubado durante a sua fuga. Tamerlan foi declarado morto na cena do crime. Uma caçada humana sem precedentes com o objetivo de capturar Dzhokhar Tsarnaev se seguiu em 19 de abril, quando milhares de policiais vasculharam uma área de 20 quarteirões de Watertown. Durante a perseguição, as autoridades pediram aos moradores de toda a região de Boston que ficassem dentro de casa. O sistema de transporte público e a maioria das empresas e instituições públicas foram fechadas, o que criou um ambiente urbano completamente deserto. Em torno das 19h, um residente de Watertown descobriu Dzhokhar escondido em um barco em seu quintal. No momento, havia relatos conflituosos sobre se ele estava ou não armado. Localizado dentro do barco através de imagens térmicas, ele foi baleado, preso e, em seguida, levado para um hospital.

### Julgamento e condenação
Durante um interrogatório inicial no hospital, Dzhokhar alegou que Tamerlan foi o mentor do ataque. Ele disse que ambos foram motivados pelo extremismo islâmico e pelas guerras no Iraque e no Afeganistão. Também disse que eles radicalizaram a si mesmos, alheios a quaisquer grupos terroristas externos. Segundo ele, aprenderam a construir engenhos explosivos a partir de uma revista on-line da filial da Al-Qaeda no Iêmen. Revelou que ele e seu irmão tinham decidido que, após os atentados de Boston, iriam viajar para Nova York para bombardear a Times Square. Dzhokhar foi indiciado em 22 de abril, enquanto ainda estava no hospital, com base em trinta acusações relacionadas com terrorismo doméstico, incluindo o uso de uma arma de destruição em massa e destruição maliciosa de propriedade, resultando em morte. Dezessete destas acusações são puníveis com a morte. Dzhokhar confessou ter colocado as bombas nos locais da explosão e foi considerado culpado de todas as acusações em 8 de abril de 2015. Em 15 de maio de 2015, um júri condenou Dzhokhar à morte por injeção letal.